# E962
För andra betydelser, se E962 (olika betydelser).
E962 eller Europaväg 962 är en 50 kilometer lång europaväg mellan Thiva och Elefsina i Grekland.

## Sträckning
Thiva - Elefsina

## Standard
Vägen är en genväg mellan Aten och områden i Grekland norr om Thiva, 20 kilometer kortare än motorvägen E75. Från Korinth och platser söderut och till områden norr om Thiva är vägen runt 50 kilometer kortare, och då slipper man också storstaden Aten.
E962 är dock en ganska krokig landsväg, inte motorväg.

## Anslutningar till andra europavägar
- E75
- E94